# Обнинская нота
«О́бнинская но́та» — фестиваль авторской песни и поэзии в городе Обнинске. До 2018 г. проводился как открытый фестиваль, с 2019 г. — международный.

## Общие сведения
Организатор фестиваля — Творческое объединение «ОАЗИС» при поддержке Администрации г. Обнинска и МАУ «ДК ФЭИ».

### Первый фестиваль (2008)
Первый фестиваль прошёл 23-23 мая 2008 года в Доме культуры ФЭИ. Гала-концерт участников и гостей фестиваля-конкурса и вручение наград победителям прошло 24 мая 2008 года в парке усадьбы Белкино. В состав жюри вошли автор-исполнитель Сергей Матвеенко, Нина Николаева (руководитель обнинской Школы авторской песни), Геннадий Баранов (руководитель музыкального коллектива «Ленгвидж-бэнд»), Ирина Фалеева (руководитель городского отдела культуры), Оксана Рачкулик (художественный руководитель творческого объединения «ОАЗИС»).